# Liopholis margaretae
Liopholis margaretae — вид сцинкоподібних ящірок родини сцинкових (Scincidae). Ендемік Австралії.

## Поширення і екологія
Liopholis margaretae мешкають серед кам'янистих пагорбів в центральних районах Північної Території та в горах Фліндерс в Південній Австралії. Вони живуть серед валунів і в тріщинах серед скель.